# Брестский областной лицей имени П. М. Машерова
Брестский областной лицей имени П. М. Маше́рова (бел. Брэ́сцкі абласны́ ліцэ́й імя́ П. М. Машэ́рава) — среднее общеобразовательное учебное заведение Беларуси, расположенное в г. Бресте. Открыт в 2003 году. Учредителем лицея выступает Брестский областной исполнительный комитет.
С 2003 по 2005 имел название Брестский государственный областной общеобразовательный лицей.
Директор лицея — Иванчин Геннадий Иванович.

## История
УО «Брестский государственный областной общеобразовательный лицей» создано на основании решения Брестского областного исполнительного комитета от 07.08.2003 года № 401 «Об открытии УО „Областной общеобразовательный лицей“ для одарённых учащихся области». Решением Брестского областного исполнительного комитета от 05.05.2005 № 285 года присвоено имя Петра Мироновича Машерова, переименовано в ГУО «Брестский областной лицей имени П. М. Машерова» согласно приказу управления образования Брестского облисполкома от 08.08.2011 № 500. 13.02.2008 года, в день 90-летия П. М. Машерова в лицее открыт музейный уголок, посвящённый его жизни и деятельности. К 100-летию со дня рождения П. М. Машерова на здании лицея установлена мемориальная доска.

## Структура

### Учебная деятельность
В настоящее время в лицее обучается 272 учащихся в 12 классах-комплектах по следующим профилям:
- филологическому
- физико-математическому
- экономическому
- химико-биологическому
- химико-технологическому
- правоведческому

Дополнительное образование в лицее реализуется по программам факультативных занятий. В системе дополнительного образования заняты 100 % учащихся.
Техническое обеспечение процесса информатизации осуществляется на базе двух кабинетов информатики, лингафонного кабинета, объединённых локальной сетью с библиотекой. С ноября 2013 года в образовательном процессе используются возможности мобильного класса.

### Педагогический состав
В настоящее время в лицее работает 44 педагога.
Высшую и первую квалификационную категорию имеют 83 % учителей, 52 % педагогических работников являются сертифицированными пользователями информационных технологий. У 70 % педагогов стаж профессиональной деятельности свыше 15 лет.
Четыре педагога лицея имеют звание «Отличник образования Республики Беларусь». Семь педагогов лицея являются лауреатами Премии специального фонда Президента Республики Беларусь по социальной поддержке одаренных учащихся и студентов, 14 — лауреатами премии областного исполнительного комитета.

## Символика
Лицей имеет свой гимн, герб и эмблему.

## Медалисты
Лицей окончили 1961 учащихся, из них 147 человек с золотой медалью «За отличные успехи в учебной деятельности» и 50 — с серебряной медалью, то есть 10,0 % оканчивают с медалями.

## Олимпиадное движение
Лицей подготовил 300 победителей третьего этапа республиканской олимпиады по учебным предметам, 42 победителя заключительного этапа.
35 лицеистов награждены Специальным фондом Президента Республики Беларусь по социальной поддержке одаренных учащихся и студентов.
В научно-практических конференциях и интеллектуальных конкурсах лицеисты одержали 118 победы на городском уровне, 62 — на областном уровне, 30 — на республиканском, 18 — на международном.

## Централизованное тестирование
Ежегодно выпускники лицея показывают высокие результаты на централизованном тестировании. По статистическим данным средний балл ЦТ Брестского областного лицея им. П. М. Машерова выше (примерно на 20 баллов), чем результаты других школ, гимназий, лицеев г. Бреста и Брестской области.
В период с 2016 по 2020 год 15 выпускников лицея сдали централизованное тестирование на 100 баллов и получили возможность поступить на бюджетную форму образования в любой ВУЗ страны. (Исходя из учебного предмета, по которому имели 100 баллов.)

## Поступление в ВУЗЫ
Выпускники лицея поступают в лучшие ВУЗы страны с высокими результатами по ЦТ. За последние 5 лет из лицея выпустилось 679 выпускников, из которых 99 % поступило: 92 % в ВУЗЫ (на бюджетную форму образования — 70 %, на платную форму образования — 22 %).

## Сотрудничество с учреждениями высшего образования
Лицей имени П. М. Машерова сотрудничает с высшими учреждениями образования Республики Беларусь. Среди них БрГУ им. А. С. Пушкина, Академия управления при Президенте Республики Беларусь, БГПУ им. М.Танка, БрГТУ, МФТИ.
16.03.2017 года в лицее состоялась встреча с представителями Академии управления при Президенте Республики Беларусь по вопросам создания Лицейской академии управления. Разработано Положение о Школьной академии управления на базе лицея.

## Международная деятельность
24.11.2016 государственное учреждение образования «Брестский областной лицей имени П. М. Машерова» и Общество «Православное Братство Св. Кирилла и Мефодия» и Объединение школ имени Св. Кирилла и Мефодия (г. Белосток, Республика Польша) заключили Договор о международном сотрудничестве.
Лицей имени П. М. Машерова сотрудничает с экономическим лицем № 373 г. Санкт-Петербурга в рамках реализации международного проекта «Память объединяет нас»